# Missas pelas diversas necessidades
As Missas das diversas necessidades ou das diversas circunstâncias, são formulários de missas, apresentados depois do Próprio dos santos no Missal Romano, que tratam de diversas ocorrências durante a vida da Igreja Católica, e na vida social, particular ou até familiar.

## Divisão

Cristo: altar e centro da ação litúrgica

Essas missas são divididas da seguinte forma:

### I. Pela Santa Igreja
- 1. Pela Igreja (A, B, C ou D)
  - Pela Igreja local (E)

- 2. Pelo Papa (Principalmente no aniversário da eleição, caso em que pode ser rezada em domingo que não seja solenidade)

- 3. Pelo Bispo (Principalmente no aniversário da ordenação, caso em que pode ser rezada em domingo que não seja solenidade)

- 4. Para a eleição de Papa ou Bispo

- 5. Por um Concílio ou Sínodo

- 6. Pelos sacerdotes

- 7. Pelo próprio sacerdote (B)
  - Principalmente pelos que exercem função pastoral (A)
  - No aniversário da própria ordenação (C)

- 8. Pelos ministros da Igreja

- 9. Pelas vocações sacerdotais

- 10. Pelos cristãos leigos

- 11. No aniversário de matrimônio (A)
  - No 25º aniversário (B)
  - No 50º aniversário (C)

- 12. Pela família

- 13. Pelos religiosos (A)
  - No 25º ou 50º aniversário de profissão religiosa (B)

- 14. Pelas vocações religiosas

- 15. Para promover a concórdia

- 16. Pela reconciliação

- 17. Pela união dos cristãos (A, B ou C) [Pode ser rezada em domingo que não seja solenidade]

- 18. Pela evangelização dos povos (A ou B) [Pode ser rezada em domingo que não seja solenidade]

- 19. Pelos cristãos perseguidos

- 20. Para uma reunião espiritual ou pastoral

### II. Em diversas circunstâncias da vida pública
- 21. Pela pátria ou pela cidade (apenas coleta)

- 22. Pelos governantes (apenas coleta)

- 23. Pelo encontro de Chefes de Estado (apenas coleta)

- 24. Pelo rei ou Chefe de Estado (apenas coleta)

- 25. No início do ano civil

- 26. Pela santificação do trabalho (A)
  - Outras orações (B)

- 27. Para a sementeira (A)
  - Outras orações (B)

- 28. Após as colheitas

- 29. Pelo progresso dos povos

- 30. Pela conservação da paz e da justiça (A)
  - Outras orações pela paz (B)

- 31. Em tempo de guerra ou calamidade

- 32. Pelos refugiados e exilados

- 33. Em tempo de fome ou pelos que a passam (A)
  - Outras orações a serem rezadas por aqueles mesmos que passam fome (B)

- 34. Em tempo de terremoto (apenas coleta)

- 35. Para pedir chuva (apenas coleta)

- 36. Para pedir bom tempo (apenas coleta)

- 37. Para repelir as tempestades (apenas coleta)

### III. Por algumas necessidades particulares
- 38. Pelo perdão dos pecados (A)
  - Outras orações (B)

- 39. Para pedir a castidade (apenas orações)

- 40. Para pedir a caridade

- 41. Pelos parentes e amigo

- 42. Por aqueles que nos aflingem

- 43. Pelos submetidos ao cativeiro

- 44. Pelos prisioneiros (apenas coleta)

- 45. Pelos doentes

- 46. Pelos agonizantes

- 47. Para pedir uma boa morte

- 48. Em qualquer necessidade (A, B ou C)

- 49. Em ação de graças (A)
  - Outras orações (B)